# 廖清秀
廖清秀（1927年5月1日—2015年6月4日），台灣文學作家，公務員。台灣台北人。筆名：青峰、坦誠、村夫子、村夫、苦笑生。曾獲中華文藝獎金委員會長篇小說獎、鹽分地帶文藝營「臺灣文學特殊貢獻獎」、巫永福文學獎、臺北西區扶輪社扶輪文學獎、臺灣文學牛津獎等。

## 生平

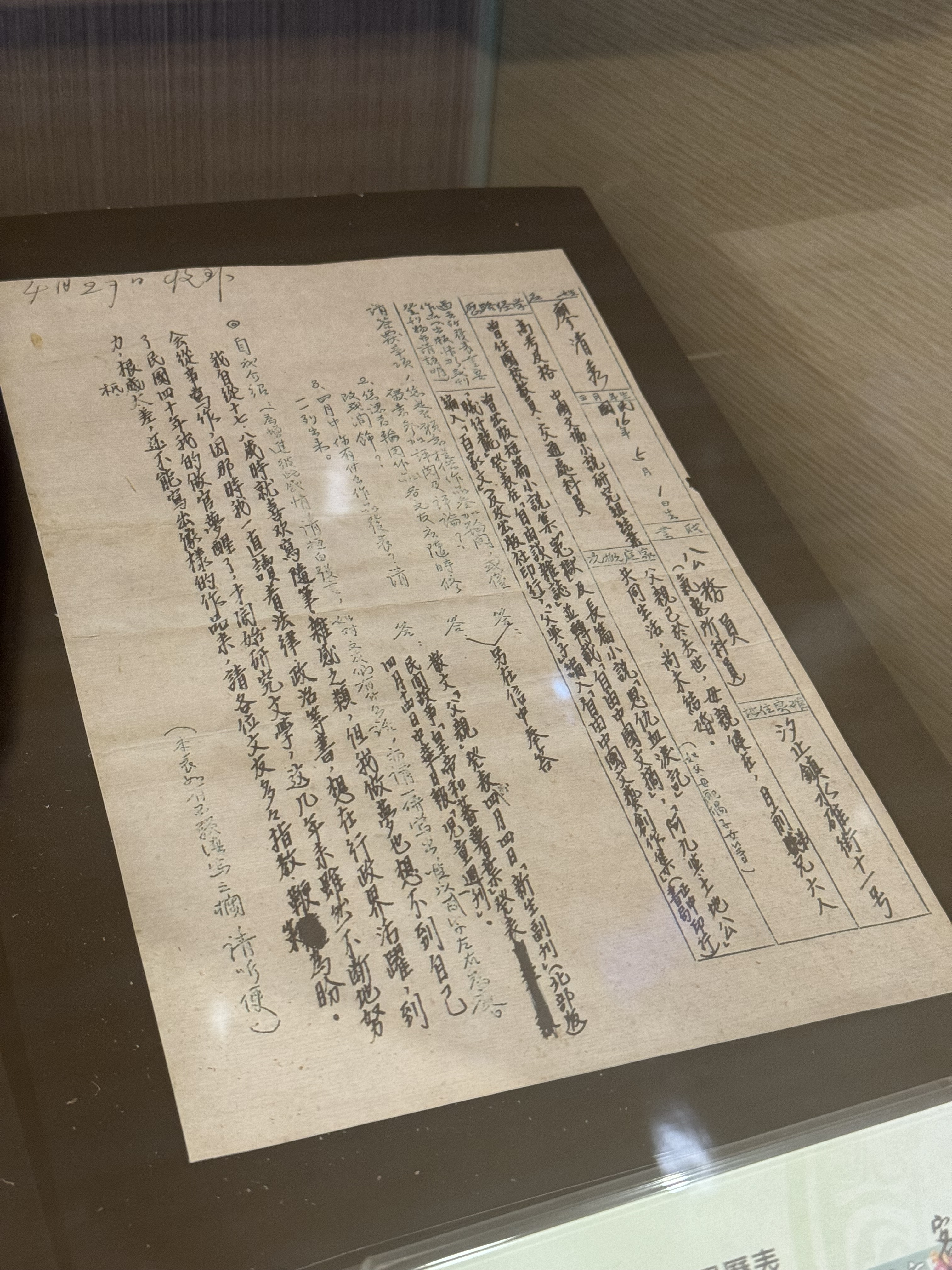
《文友通訊》廖清秀資料登記表

廖清秀，1927年生於台北汐止，畢業於日治時期私立成淵學校，後通過教師檢定與普考，曾任汐止國民學校社後分教場教師。日治末期，曾改姓「羽本」。1945年，太平洋戰爭末期，廖清秀徵召入日本海軍，在戰場上遭遇未爆彈爆炸，傷癒後又罹患赤痢，兩度徘徊鬼門關。戰後，廖清秀返台，轉至南港國民學校任教，並開始修習中國語文。1947、1952年分別通過普考、高考，歷任交通處科員、台灣省氣象所科員、中央氣象局專員、科長、中央氣象局專門委員，至1992年退休。1950年參加中國文藝協會開辦之第一屆小說研究班，開始學習寫作，畢業作品《恩仇血淚記》獲得1952年中華文藝獎金委員會長篇小說獎。曾於1957年參加由鍾肇政主編之《文友通訊》，與鍾理和、鍾肇政等人同為台灣戰後第一代跨語言作家。

## 著作

#### 小說
《冤獄》，1953年9月，中興文學出版社。
《恩仇血淚記》，1957年1月，自費出版。
《金錢的故事》，1976年2月，鴻儒堂出版社。
《廖清秀集》，1991年7月，前衛出版社。(台灣作家全集)
《不屈服者》，1993年6月，臺北縣立文化中心。
《反骨》，1993年7月，遠景出版公司。
《第一代》，1994年6月，臺北縣立文化中心。

#### 散文
《能幽默些就好》，1999年10月，九歌出版社。
《命會改》，2005年12月，台北縣文化局。

#### 兒童文學
《醜小鴨》，1970年4月，東方出版社。
《金銀島》，1977年12月，東方出版社。
《南丁格爾》，1984年12月，光復書局。
《辛巴達航海記》，1986年1月，光復書局。

#### 報導文學
《十七歲當老師》，2003年12月，臺北縣文化局。